# ジョーカプチーノ
ジョーカプチーノ（欧字名:Jo Cappuccino、2006年4月11日 - ）は、日本の競走馬、種牡馬。
2009年のNHKマイルカップ（GI）優勝馬である。その他の勝ち鞍に、2009年のファルコンステークス（GIII）、2011年のシルクロードステークス（GIII）。

## デビューまで

### 誕生までの経緯

#### 上田けい子
上田けい子は、上田の上から「ジョー」という冠名を用いる馬主である。1971年4月に馬主資格を取得してから、競走馬を所有し続けており、これまでの所有馬には、1980年阪神障害ステークスを制したジョーアルバトロス、1991年阪急杯を制したジョーロアリング、1999年函館記念など重賞3勝のジョービッグバンなどがいた。所有の牝馬は仔分けとして、繁殖牝馬にしており、それを綿々と所有して「ジョー」が連なる牝系を築いていた。
「ジョー」が連なる牝系の一つに、1977年生まれのジョーバブーンから始まるものがあった。北海道新冠町で生産された牝馬ジョーバブーン（父:フォルティノ）は、1981年の京阪杯でノトダイバーに次ぐ2着、サンケイスポーツ杯阪神牝馬特別でタニノテスコに次ぐ3着となったほか7勝を挙げる活躍、上田によれば「すごく負けん気の強い、後方一気で伸びてくる馬」だったと振り返っている。競走馬引退後は、上田所有を続けて繁殖牝馬となり、仔を生産していた。
ジョーバブーンは1988年、4番仔となる牝馬ジョーユーチャリス（父:トウショウボーイ）を産んでいる。ジョーユーチャリスは、競走馬となり4戦して1勝2着2回であり、身体面が弱くて頻繁には走れないまま引退し、若くして例によって繁殖牝馬となっていた。そして2000年には、その4番仔となる牝馬ジョープシケ（父:フサイチコンコルド）を産んでいた。
栗東トレーニングセンターの渡辺栄厩舎から競走馬となったジョープシケは、上田の期待馬であったが、ソエ（管骨骨膜炎）や喘鳴症（ノド鳴り）を患って満足に出走できず、出走しても落鉄によって勝てそうなレースに敗れていたりしていた。さらに3歳夏、川沿いの牧場に放牧された際には、その川が氾濫して命の危機に直面していたが助かっていた。中途で栗東の大橋勇樹厩舎への転厩や、鼻出血発症も経験しながら、16戦1勝で引退。その後は、北海道浦河町のハッピーネモファームにて、繁殖牝馬となっていた。
ジョープシケの「プシケ」とは、ギリシャ神話の女神「プシューケー」が由来であった。プシューケーといえば、恋人の母親からのいじめられながらも、それを乗り越えた最後には恋人と結ばれる話であり、ジョープシケも現役時代は不運に見舞われることが多かった。それでも後に、上田けい子の娘江吏子は「現役時代はいろんな苦労をしたけど母さんになってこうして優秀な成績を残せて、名前通りの道を進んでいるのかな」と回顧することとなる。

#### ハッピーネモファーム
ハッピーネモファームは、北海道浦河町の牧場である。同町のバンダム牧場で経験を積んだ根本明彦が2004年に独立し開業していた。根本の夢は、競走馬生産牧場であったが、生計を立てるために中期育成とコンサイナー業を経営の軸とし、片手間の仕事に競走馬生産にも手を出していた。ある時、1頭の仔の生産に挑んでいたが、その仔は、生後まもなく死んでしまい、競馬場まで送り届けることができなかった。根本はその喪った仔の再挑戦をするべく、新しい繁殖牝馬を探していたが、ちょうどその頃は、上田が所有するジョープシケが引退し、繁殖牝馬となる頃だった。
ハッピーネモファームと上田は、開業当初からの関係だった。上田が4頭の中期育成を依頼したことがきっかけであり、根本はその4頭すべてを競走馬デビューを、うち2頭の勝ち上がりをさせるまで導くなど結果で応え、両者の関係は深まっていた。根本への信頼を寄せるようになった上田は、ジョープシケを引退させて預ける牧場を探す際、生産の実績がない根本に対して、繁殖牝馬ジョープシケの提供を申し出て、根本はそれを当然受け入れていた。かくしてハッピーネモファームの競走馬生産が開始されていた。

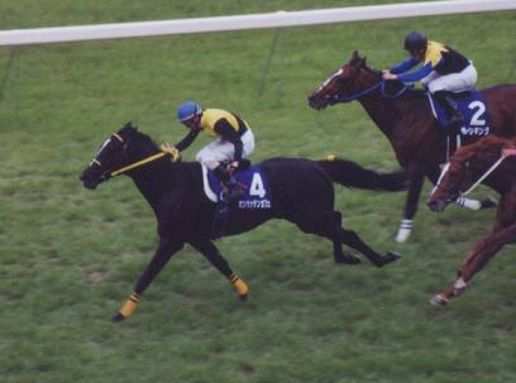
マンハッタンカフェ

ジョープシケの初年度の交配相手は、2001年の菊花賞、2002年の天皇賞（春）と有馬記念を優勝したマンハッタンカフェだった。上田がマンハッタンカフェを選んだきっかけは、社台スタリオンステーションを訪れた際に、良い気品を感じたことが始まりだった。ただしこれをきっかけにマンハッタンカフェと種付けしたのは、ジョープシケではない別の上田の牝馬だった。ところがその牝馬の出産が死産に終わり、仔を得ることができなかった。そのため上田は、マンハッタンカフェのフリーリターンを得る結果となっていた。
ここでフリーリターンで得たマンハッタンカフェの種付け権利を翌年、もう一度同じ牝馬に行使する選択肢は存在したが、上田にはそれをする「勇気はなかった」という。そこでその牝馬の代わりとして選ばれたのが、ちょうど繁殖初年度だったジョープシケだった。こうしてジョープシケとマンハッタンカフェが結びつき、それから1年が経過した2006年4月11日、ジョープシケの初仔となる芦毛の牡馬（後のジョーカプチーノ）が誕生する。この初仔が、ハッピーネモファームにとって初めての生産馬となった。

### 幼駒時代

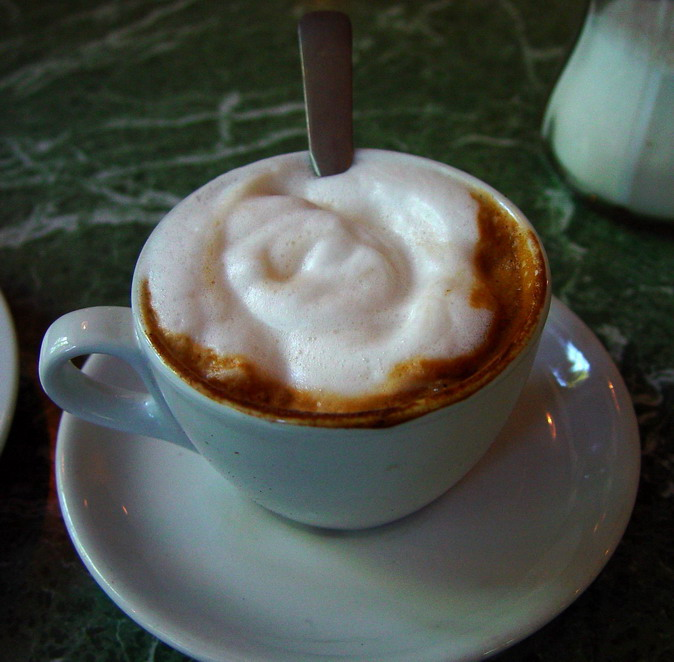
カプチーノ

初仔の牡馬は、当然の成り行きで上田の所有となる。根本が名付け親となり、冠名「ジョー」に「コーヒーの飲み方の一つ」である「カプチーノ」を組み合わせた「ジョーカプチーノ」と命名された。「カプチーノ」が浮かんだのは、マンハッタンカフェ産駒であることに加え、誕生直後の身体が鹿毛のように茶色く、顔に「1滴のミルクのような」白い紋があり、身体でそれを表しているように見えたためであった。しかし成長するにつれて色が変わり「カプチーノ」の見る影もなくなり、芦毛の状態でデビューすることとなる。
ジョーカプチーノは、当歳の12月に挫石を患うなど、頻繁に怪我をする手のかかる馬だった。病気のために野に放されない期間も長かったが、順調に成長したという。また食欲旺盛、体質自体は抜群、人の手が煩わせないの優等生だったが、爪だけがウィークポイントだった。
生まれたハッピーネモファームで中期育成まで済まし、続いて同じ浦河町の山口ステーブルで育成調教が施されている。根本と山口は、馬市ドットコムの運営に参画するなど、関係が深かった。山口ステーブルの山口裕介は、爪の不安を蹄鉄で解消させている。爪のせいで前脚の動きが悪くなっていたが、それが解消したことで「入厩前にはこの世代一番の馬と言えるようになっていました」（山口）と振り返っている。
育成が施されたジョーカプチーノは、栗東トレーニングセンターの中竹和也調教師に託される。中竹への預託は、根本の判断であった。中竹と根本は、ヨーロッパ研修中に知り合った友人関係であった。

## 競走馬時代

### 2-3歳（2008-09年）
2008年9月13日、札幌競馬場の新馬戦（ダート1700メートル）でデビュー。スタートから逃げに出たが、直線でかわされて3馬身半差の2着だった。続いて9月27日、再び札幌の未勝利戦では4着。その後は3か月以上出走しなかった。12月21日、阪神競馬場の未勝利戦で復帰したが、初めてとなる輸送後のレースだったために、輪乗りを逆に回るなど錯乱していたという。シルクメビウスに2馬身半差及ばず2着だった。年をまたいで2009年1月11日、二度目の輸送はうまくいき落ち着いて臨むことができた中京競馬場の未勝利戦を、中舘英二に導かれて逃げ切り初勝利となった。ここまですべて単勝オッズ1倍台、1番人気であったが、初勝利は4戦目であった。
それから1月31日、芝に転向し、格上挑戦のクロッカスステークス（OP）に参戦。中舘が続投して臨んだが、このとき中舘がジョーカプチーノの将来を考えて、逃げに出ず控える競馬を選択する。そして7着敗退だった。以降引退まで、芝の競走に出走し続けることとなる。続く2月28日、萌黄賞（500万円以下）では、「たまたま空いていた」（中竹）という藤岡康太に乗り替わって参戦している。スタートからハナを奪って逃げ、後は先頭を譲らず逃げ切りとなる。後方に1馬身差をつけた2勝目だった。
3月21日、ファルコンステークス（GIII）で重賞初挑戦、9.4倍の4番人気に推された。スタートから先行せず、初めて中団に待機していた。直線で外から追い込み、内から先に抜け出していた12番人気カツヨトワイニングを、ゴール板手前で差し切っていた。クビ差をつけて優勝し、重賞初勝利。また中竹、騎乗した藤岡にとっても初めてのJRA重賞勝利であった。続いて4月11日、NHKマイルカップのトライアル競走であるニュージーランドトロフィー（GII）は、松岡正海に乗り替わり、3番人気で出走。逃げたが直線でサンカルロに捕まり、2馬身以上後れを取る3着。されど優先出走権は獲得した。その後は鳥取県伯耆町の大山ヒルズで短期放牧を挟み、本番のNHKマイルカップに向かった。

5月10日、NHKマイルカップ（GI）でGI初出走となる。藤岡が鞍上に舞い戻っての参戦だった。18頭が出走し、共同通信杯優勝、そして朝日杯フューチュリティステークスにて優勝馬に1馬身差以内の3着という実績のブレイクランアウトが単勝オッズ3.3倍の1番人気となり、毎日杯優勝のアイアンルックが3.7倍。以下、サンカルロ、朝日杯フューチュリティステークス2着のフィフスペトル、スプリングステークス2着のレッドスパーダが人気で続いていた。一方のジョーカプチーノは、39.8倍の10番人気に過ぎなかった。例えば、新馬と萩ステークスの2勝と、重賞での最高着順が3着だったミッキーパンプキンよりも低い評価であった。
スタートから14番人気ゲットフルマークスが大逃げを見せる中、ジョーカプチーノは離れた2番手を追走した。前半の1000メートルを57.2秒のハイペースで通過。3番手以下はさらに離れ、後方馬群が形成していた。直線では、後方が追い上げを始める中、ジョーカプチーノはすぐには追われず、しばらく経ってからスパート開始となった。残り200メートルでゲットフルマークスをかわし、単独で抜け出す形となっていた。後方からはレッドスパーダなどの追い上げがあったが、ジョーカプチーノの先頭は脅かされなかった。後方に2馬身千切って先頭で入線し、GI初勝利を挙げた。

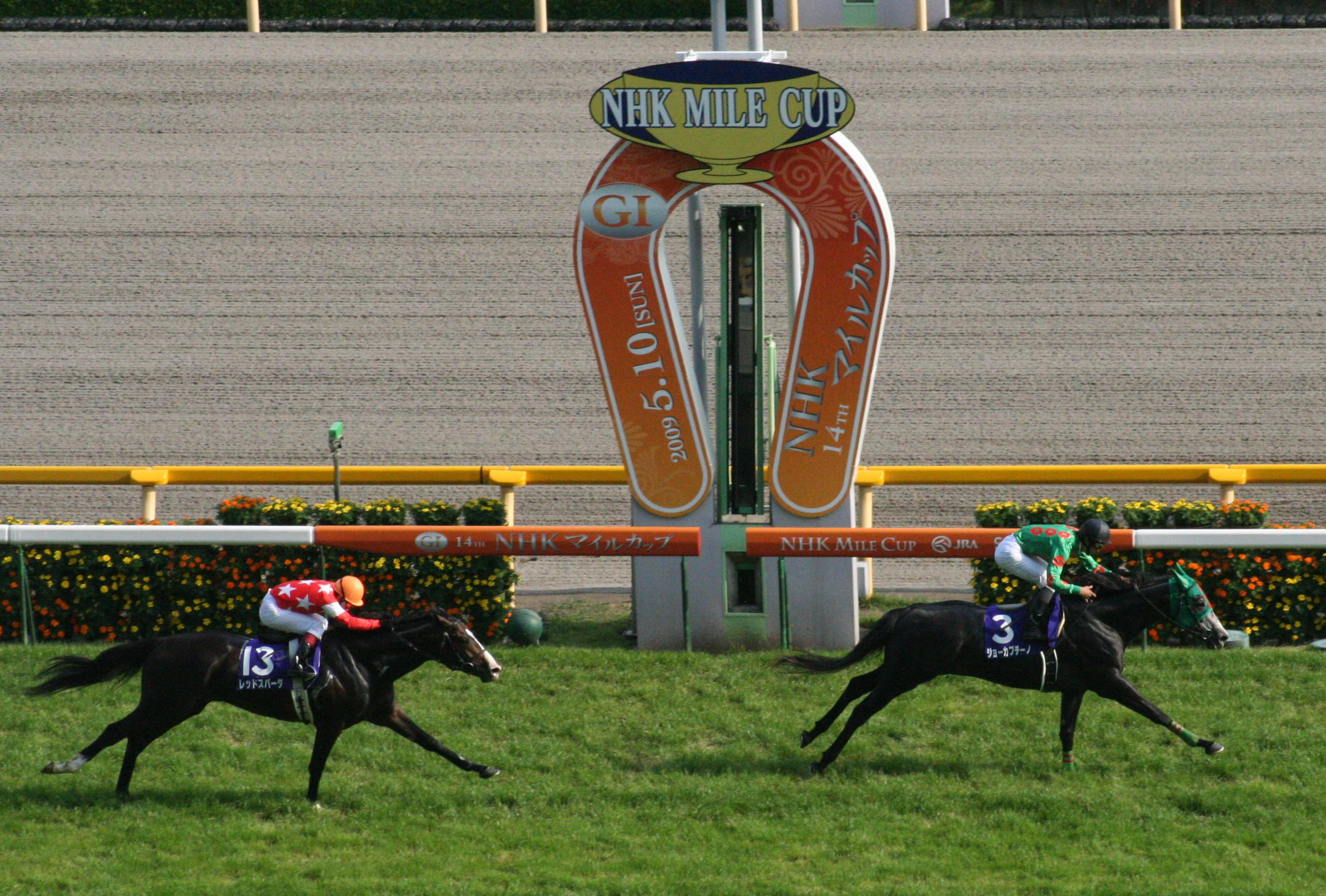
第14回NHKマイルカップ
右:ジョーカプチーノ（黒帽3番）
左:レッドスパーダ（橙帽13番）

2馬身差での勝利は、2004年キングカメハメハが樹立した最大着差5馬身に次いで史上2番目となる着差だった。そして走破タイム1分32秒4は、同じくキングカメハメハの1分32秒5を0.1秒上回るレースレコードであった。藤岡や中竹、ハッピーネモファーム、上田、マンハッタンカフェ産駒にとっても初めてとなるGI勝利であった。特に藤岡はデビュー3年目、JRAGI2度目の騎乗であり、20歳4カ月22日での初勝利は、グレード制導入後の1984年以降では史上10番目に若い記録であった。また藤岡家としては、兄の佑介がデビュー6年目の騎手、父の健一が開業8年目の調教師だったが、それらよりも早くGIタイトルにありついている。
続戦して5月31日、東京優駿（日本ダービー）（GI）に7番人気で出走し逃げを敢行している。しかし失速し、優勝のロジユニヴァースに9.3秒、ブービー賞のアイアンルックから3.4秒離された大差の最下位だった。その後は、放牧に出されたが、しばらく筋肉の疲労が回復しなかった。11月26日に帰厩し、次走を11月22日のマイルチャンピオンシップや、12月20日の阪神カップとしていたが、いずれも見送って再び放牧。3歳は、東京優駿以降、出走することができなかった。

### 4-6歳（2010-12年）
阪神カップを見送った後、続いて2010年3月28日の高松宮記念（GI）を目標としたが、右前脚深管の不安のために回避。春夏は出走できず、10月30日のスワンステークス（GII）で1年5か月ぶりの復帰。逃げたが、マルカフェニックスに差し切られて3着。それからマイルチャンピオンシップ（GI）では9着となった。続いて12月11日のラピスラズリステークス（OP）に、単勝オッズ1.7倍の1番人気で出走。スタートからハナを奪い、そのまま逃げ切った。後方に1馬身4分の1差をつけ、1年7カ月ぶりの勝利を挙げた。
続く目標は高松宮記念に設定され、前哨戦となる2011年1月29日のシルクロードステークス（GIII）はトップハンデを背負い、単勝オッズ2.2倍の1番人気で出走していた。逃げる予定だったが、スタートで出遅れ、ファルコンステークス以来となる中団追走となる。しかし直線外から追い上げるとすべて差し切っていた。後方に半馬身差をつけて先頭で入線。重賞3勝目を挙げている。
その後、大山ヒルズでの短期放牧を経て、3月27日の高松宮記念（GI）に出走。単勝オッズ2.8倍であり、前年の優勝馬キンシャサノキセキや、オーシャンステークス優勝の4歳馬ダッシャーゴーゴーの4倍台を上回って1番人気に推された。スタートから好位につけたが、第3コーナーにて前を走るダッシャーゴーゴーが斜行、ジョーカプチーノの進路が塞がれた。騎乗する藤岡が手綱を大きく引く不利により、以後は「競馬にならなかった」（スポーツニッポン）、直線全く伸びず10着に敗退した。以降、年内は5戦走ったが、スワンステークス2着、京王杯スプリングカップ3着までで勝利には至らなかった。6歳となった2012年、3月から5月にかけて3戦に出走、うち2回は二桁着順に敗退。6月2日付けでJRAの競走馬登録を抹消し、競走馬を引退した。

## 種牡馬時代
引退後は、北海道新冠町の優駿スタリオンステーションで種牡馬として繋養され、2016年からはビッグレッドファームに繋養されている。2016年6月4日、東京競馬場の新馬戦にて、初年度産駒のマイネルバールマン（母父:シンボリクリスエス）が勝利し、産駒JRA初勝利。それから2017年4月8日、自身が3着に敗れたニュージーランドトロフィーを、同じく初年度産駒のジョーストリクトリ（母父:キングヘイロー）が勝利し、産駒JRA重賞初勝利となった。
初年度から3年間は28頭、16頭、14頭だったが、4年目の2016年は、54頭に4倍増。続く5年目の2017年は、103頭と3ケタの繁殖牝馬を集めた。翌年は半減し、翌々年には半々減し、30頭近くに収まっている。

## 競走成績
以下の内容は、netkeiba.comおよびJBISサーチの情報に基づく。
| 競走日     | 競馬場 | 競走名        | 格      | 距離（馬場）  | 頭 数 | 枠 番 | 馬 番 | オッズ （人気） | 着順 | タイム （上り3F） | 着差 | 騎手        | 斤量 [kg] | 1着馬 （2着馬）        | 馬体重 [kg] |
| ---------- | ------ | ------------- | ------- | ------------- | ----- | ----- | ----- | --------------- | ---- | ----------------- | ---- | ----------- | --------- | ---------------------- | ----------- |
| 2008.09.13 | 札幌   | 2歳新馬       |         | ダ1700m（良） | 13    | 6     | 8     | 001.50（1人）   | 02着 | 1:47.4 (38.3)     | -0.6 | 0武豊       | 54        | ナムラカイシュウ       | 500         |
| 0000.09.27 | 札幌   | 2歳未勝利     |         | ダ1700m（良） | 13    | 8     | 12    | 001.10（1人）   | 04着 | 1:48.7 (39.2)     | -0.8 | 0三浦皇成   | 53        | イーサンヘモス         | 486         |
| 0000.12.21 | 阪神   | 2歳未勝利     |         | ダ1400m（良） | 16    | 5     | 10    | 001.60（1人）   | 02着 | 1:25.2 (37.4)     | -0.4 | 0M.デムーロ | 55        | シルクメビウス         | 508         |
| 2009.01.11 | 中京   | 3歳未勝利     |         | ダ1700m（良） | 14    | 2     | 2     | 001.30（1人）   | 01着 | 1:47.3 (38.1)     | -0.1 | 0中舘英二   | 56        | （ローレルセラヴィ）   | 504         |
| 0000.01.31 | 東京   | クロッカスS   | OP      | 芝1400m（不） | 13    | 8     | 13    | 019.20（7人）   | 07着 | 1:26.1 (37.8)     | -1.1 | 0中舘英二   | 56        | サンカルロ             | 490         |
| 0000.02.28 | 小倉   | 萌黄賞        | 500万下 | 芝1200m（稍） | 18    | 1     | 2     | 008.80（4人）   | 01着 | 1:08.9 (35.6)     | -0.2 | 0藤岡康太   | 56        | （ブライドルアップ）   | 492         |
| 0000.03.21 | 中京   | ファルコンS   | GIII    | 芝1200m（良） | 18    | 6     | 11    | 009.40（4人）   | 01着 | 1:08.9 (34.8)     | -0.0 | 0藤岡康太   | 56        | （カツヨトワイニング） | 488         |
| 0000.04.11 | 中山   | NZT           | GII     | 芝1600m（良） | 16    | 2     | 3     | 007.70（3人）   | 03着 | 1:34.1 (35.5)     | -0.3 | 0松岡正海   | 56        | サンカルロ             | 488         |
| 0000.05.10 | 東京   | NHKマイルC    | GI      | 芝1600m（良） | 18    | 2     | 3     | 039.8（10人）   | 01着 | 1:32.4 (34.7)     | -0.3 | 0藤岡康太   | 57        | （レッドスパーダ）     | 490         |
| 0000.05.31 | 東京   | 東京優駿      | JpnI    | 芝2400m（不） | 18    | 5     | 9     | 021.10（7人）   | 18着 | 2:43.0 (49.0)     | -9.3 | 0藤岡康太   | 57        | ロジユニヴァース       | 488         |
| 2010.10.30 | 京都   | スワンS       | GII     | 芝1400m（良） | 14    | 3     | 4     | 024.0（10人）   | 03着 | 1:21.2 (34.9)     | -0.2 | 0藤岡康太   | 58        | マルカフェニックス     | 526         |
| 0000.11.21 | 京都   | マイルCS      | GI      | 芝1600m（良） | 18    | 3     | 6     | 015.60（7人）   | 09着 | 1:32.4 (35.7)     | -0.6 | 0藤岡康太   | 57        | エーシンフォワード     | 526         |
| 0000.12.11 | 中山   | ラピスラズリS | OP      | 芝1200m（良） | 14    | 4     | 6     | 001.70（1人）   | 01着 | 1:07.3 (34.1)     | -0.2 | 0吉田豊     | 57        | （ベストロケーション） | 522         |
| 2011.01.29 | 京都   | シルクロードS | GIII    | 芝1200m（良） | 16    | 5     | 9     | 002.20（1人）   | 01着 | 1:08.2 (32.6)     | -0.1 | 0藤岡康太   | 58        | （アーバニティ）       | 532         |
| 0000.03.27 | 阪神   | 高松宮記念    | GI      | 芝1200m（良） | 16    | 3     | 5     | 002.80（1人）   | 10着 | 1:08.9 (34.7)     | -1.0 | 0藤岡康太   | 57        | キンシャサノキセキ     | 526         |
| 0000.05.14 | 東京   | 京王杯SC      | GII     | 芝1400m（良） | 17    | 4     | 7     | 004.00（2人）   | 03着 | 1:20.2 (33.5)     | -0.0 | 0福永祐一   | 58        | ストロングリターン     | 526         |
| 0000.06.05 | 東京   | 安田記念      | GI      | 芝1600m（良） | 18    | 8     | 16    | 018.00（6人）   | 05着 | 1:32.1 (34.9)     | -0.1 | 0福永祐一   | 58        | リアルインパクト       | 532         |
| 0000.08.28 | 札幌   | キーンランドC | GIII    | 芝1200m（良） | 16    | 8     | 15    | 003.30（2人）   | 09着 | 1:09.6 (36.3)     | -1.0 | 0福永祐一   | 56        | カレンチャン           | 536         |
| 0000.10.29 | 京都   | スワンS       | GII     | 芝1400m（良） | 18    | 5     | 10    | 007.00（3人）   | 02着 | 1:19.6 (34.3)     | -0.2 | 0福永祐一   | 58        | リディル               | 532         |
| 0000.11.26 | 京都   | 京阪杯        | GIII    | 芝1200m（良） | 15    | 5     | 9     | 003.40（2人）   | 06着 | 1:08.6 (34.0)     | -0.5 | 0C.ルメール | 58        | ロードカナロア         | 538         |
| 2012.03.03 | 中山   | オーシャンS   | GIII    | 芝1200m（重） | 16    | 1     | 1     | 008.70（3人）   | 05着 | 1:09.5 (35.2)     | -0.3 | 0内田博幸   | 57        | ワンカラット           | 522         |
| 0000.03.25 | 中京   | 高松宮記念    | GI      | 芝1200m（良） | 18    | 8     | 16    | 013.10（4人）   | 11着 | 1:11.0 (35.6)     | -0.7 | 0内田博幸   | 57        | カレンチャン           | 532         |
| 0000.05.12 | 東京   | 京王杯SC      | GII     | 芝1400m（良） | 15    | 6     | 11    | 006.30（3人）   | 11着 | 1:20.9 (34.8)     | -0.8 | 0藤岡康太   | 57        | サダムパテック         | 526         |

## 種牡馬成績
以下の内容は、JBISサーチの情報に基づく。
| 種付年度 | 種付頭数 | 生産頭数 | 血統登録頭数 | 出走頭数 | 勝馬頭数 | 重賞勝馬頭数 | AEI  | CPI  |
| -------- | -------- | -------- | ------------ | -------- | -------- | ------------ | ---- | ---- |
| 2013     | 28       | 16       | 16           | 16       | 12       | 1            | 1.79 |      |
| 2014     | 16       | 11       | 11           | 11       | 7        | 0            | 0.42 |      |
| 2015     | 14       | 10       | 10           | 9        | 6        | 0            | 0.79 |      |
| 2016     | 54       | 32       | 31           | 28       | 23       | 0            | 0.63 |      |
| 2017     | 103      | 65       | 62           | 57       | 43       | 1            | 0.71 |      |
| 2018     | 69       | 51       | 51           | 46       | 35       | 2            | 0.96 |      |
| 2019     | 27       | 19       | 19           | 16       | 12       | 0            | 0.51 |      |
| 2020     | 30       | 22       | 22           | 21       | 11       | 0            | 0.68 |      |
| 2021     | 23       | 14       | 13           | 11       | 5        | 0            | 0.74 |      |
| 2022     | 27       | 12       | 12           | 2        | 0        | 0            | 0.00 |      |
| 2023     | 8        | 3        | 3            | 0        | －       | －           | －   |      |
| 2024     | 9        | 0        | 0            | 0        | －       | －           | －   |      |
| 合計     | 合計     | 合計     | 250          | 217      | 154      | 4            | 0.88 | 0.87 |

- 情報は、2025年6月23日時点。
- 出走頭数、勝馬頭数、重賞勝馬頭数、アーニングインデックス、コンパラブルインデックスは、平地競走に限る。

### グレード制重賞優勝馬
- 2014年産
  - ジョーストリクトリ（2017年ニュージーランドトロフィー）- 母父:キングヘイロー[66]
- 2018年産
  - サンデイビス（2024年京都ハイジャンプ）- 母父アドマイヤムーン
- 2019年産
  - ナムラリコリス（2021年函館2歳ステークス）- 母父:マツリダゴッホ[67]

### 地方重賞優勝馬
- 2018年産
  - サイダイゲンカイ（2020年栄冠賞）- 母父:デヒア[68]
- 2019年産
  - マイネルシトラス（2025年大高坂賞）- 母父:ロージズインメイ

## 血統表
| ジョーカプチーノの血統            | ジョーカプチーノの血統                               | ジョーカプチーノの血統     | （血統表の出典）           | （血統表の出典） |
| 父系                              | サンデーサイレンス系                                 | サンデーサイレンス系       | サンデーサイレンス系       | [ § 2 ]          |
| 父 マンハッタンカフェ 1998 青鹿毛 | 父の父*サンデーサイレンス Sunday Silence 1986 青鹿毛 | Halo                       | Hail to Reason             | Hail to Reason   |
| 父 マンハッタンカフェ 1998 青鹿毛 | 父の父*サンデーサイレンス Sunday Silence 1986 青鹿毛 | Halo                       | Cosmah                     |                  |
| 父 マンハッタンカフェ 1998 青鹿毛 | 父の父*サンデーサイレンス Sunday Silence 1986 青鹿毛 | Wishing Well               | Understanding              | Understanding    |
| 父 マンハッタンカフェ 1998 青鹿毛 | 父の父*サンデーサイレンス Sunday Silence 1986 青鹿毛 | Wishing Well               | Mountain Flower            |                  |
| 父 マンハッタンカフェ 1998 青鹿毛 | 父の母*サトルチェンジ Subtle Change 1988 黒鹿毛      | Law Society                | Alleged                    | Alleged          |
| 父 マンハッタンカフェ 1998 青鹿毛 | 父の母*サトルチェンジ Subtle Change 1988 黒鹿毛      | Law Society                | Bold Bikini                |                  |
| 父 マンハッタンカフェ 1998 青鹿毛 | 父の母*サトルチェンジ Subtle Change 1988 黒鹿毛      | Santa Luciana              | Luciano                    | Luciano          |
| 父 マンハッタンカフェ 1998 青鹿毛 | 父の母*サトルチェンジ Subtle Change 1988 黒鹿毛      | Santa Luciana              | Suleika                    |                  |
| 母 ジョープシケ 2000 芦毛         | 母の父フサイチコンコルド 1993 鹿毛                   | Caerleon                   | Nijinsky II                | Nijinsky II      |
| 母 ジョープシケ 2000 芦毛         | 母の父フサイチコンコルド 1993 鹿毛                   | Caerleon                   | Foreseer                   |                  |
| 母 ジョープシケ 2000 芦毛         | 母の父フサイチコンコルド 1993 鹿毛                   | *バレークイーン            | Sadler's Wells             | Sadler's Wells   |
| 母 ジョープシケ 2000 芦毛         | 母の父フサイチコンコルド 1993 鹿毛                   | *バレークイーン            | Sun Princess               |                  |
| 母 ジョープシケ 2000 芦毛         | 母の母ジョーユーチャリス 1988 芦毛                   | トウショウボーイ           | *テスコボーイ              | *テスコボーイ    |
| 母 ジョープシケ 2000 芦毛         | 母の母ジョーユーチャリス 1988 芦毛                   | トウショウボーイ           | *ソシアルバターフライ      |                  |
| 母 ジョープシケ 2000 芦毛         | 母の母ジョーユーチャリス 1988 芦毛                   | ジョーバブーン             | *フォルティノ              | *フォルティノ    |
| 母 ジョープシケ 2000 芦毛         | 母の母ジョーユーチャリス 1988 芦毛                   | ジョーバブーン             | ハードゲイ                 |                  |
| 母系(F-No.)                       | スピンドル系(FN:2-f)                                 | スピンドル系(FN:2-f)       | スピンドル系(FN:2-f)       | [ § 3 ]          |
| 5代内の近親交配                   | Northern Dancer5･5（母内）                           | Northern Dancer5･5（母内） | Northern Dancer5･5（母内） | [ § 4 ]          |
| 出典                              | 1. 2. 3. 4.                                          | 1. 2. 3. 4.                | 1. 2. 3. 4.                | 1. 2. 3. 4.      |